# Jorge Teixeira
Jorge Filipe Avelino Teixeira (Lisbona, 27 agosto 1986) è un calciatore portoghese, difensore dell'AVS.

## Palmarès
- Coppa Svizzera: 1

Zurigo: 2013-2014